# Buccinastrum duartei
Buccinastrum duartei is een slakkensoort uit de familie van de fuikhorens (Nassariidae). De wetenschappelijke naam van de soort werd in 1961 als Buccinanops duartei gepubliceerd door Miguel Angel Klappenbach.